# Municipalità di Mart'vili
La municipalità di Mart'vili (in georgiano მარტვილის მუნიციპალიტეტი?) è una municipalità georgiana della Mingrelia-Alta Svanezia.

## Geografia

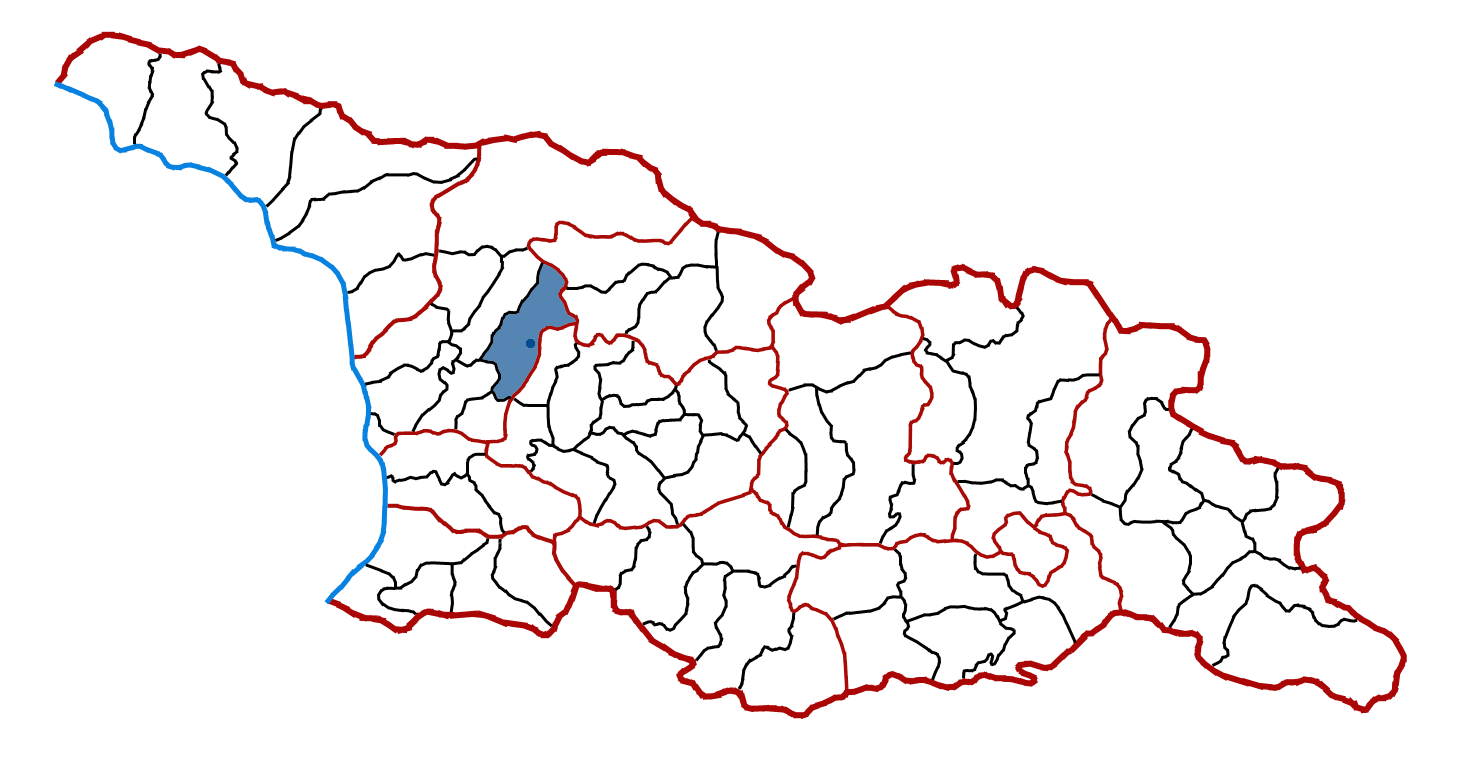
Municipalità di Mart'vili

La cittadina di Mart'vili è il centro amministrativo della municipalità, la quale si estende su un'area di 881 km².
Nel censimento del 2002 la popolazione si attestava a 44 627 abitanti. Nel 2014 il numero risultava essere 33 463.

## Popolazione
Dal censimento del 2014 la municipalità risultava costituita al 99,8% da persone di etnia georgiana.

## Monumenti e luoghi d'interesse
- Monastero di Mart'vili
- Monastero di Nojikhevi